# Estación de Onda
Onda (恩田駅 Onda-eki?) es una estación de ferrocarril ubicada en el distrito de Aoba, Yokohama. Forma parte de la línea Kodomonokuni, propiedad de Minatomirai Railways y operada por Tokyu. Su código alfanumérico es KD 02.

## Historia
En el año 2000, Onda fue inaugurada como estación intermedia de la línea Kodomonokuni, en el marco del proyecto de acondicionar la línea para que pasara a prestar servicios de trenes de cercanías, ya que anteriormente el trazado ferroviario que ocupa servía principalmente para transportar personas al parque de atracciones Kodomonokuni.

## La estación
La estación cuenta con una plataforma central que presta servicio a dos vías. A diferencia de las estaciones de Nagatsuta y de Kodomonokuni, las instalaciones solo pueden acoger trenes de hasta cuatro vagones.

## Servicios ferroviarios
| procedencia/destino | < estación | Línea | estación >   | destino/procedencia |
| ------------------- | ---------- | ----- | ------------ | ------------------- |
| Nagatsuta           | Nagatsuta  |       | Kodomonokuni | Kodomonokuni        |

## Galería de fotos

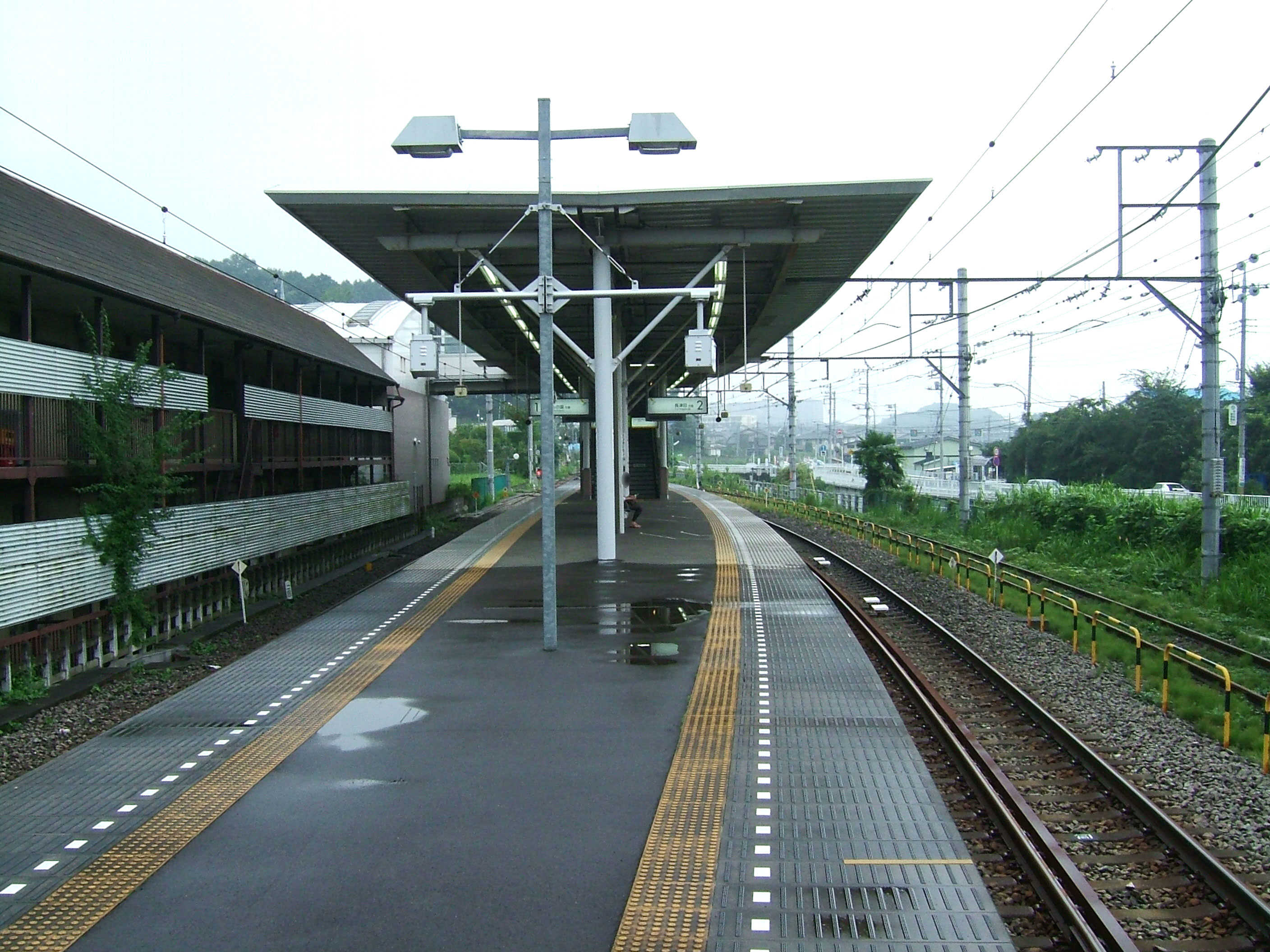
Andén de la estación